# Ryan Toby
Maurice Ryan Toby (Willingboro, 26 novembre 1978) è un cantautore e produttore discografico statunitense, conosciuto come componente del gruppo City High.

## Biografia
Lui e sua moglie (Claudette Ortiz, anch'ella componente del gruppo) hanno tre figli.
La sua prima comparsa nel mondo dello spettacolo è stata nel film Sister Act 2 all'età di 15 anni, col nome di Ahmal James, un ragazzino fortemente legato alle sue origini afro. Nel film, la parte rap della canzone Joyful Joyful è stata scritta da lui.
Toby ha scritto canzoni per molti artisti, come ad esempio Miami, facente parte dell'album Big Willie Style uscito nel 1997 del cantante Will Smith. Ha scritto canzoni anche per Bobby Brown, Dru Hill, Usher, Kevin Lyttle, Tyrese, Glenn Lewis e Donell Jones.

## Discografia

### Album
- 2020 – Songs For the Lockdown,Vol.1
- 2020 – Songs For the Lockdown,Vol.2
- 2020 – Songs For the Lockdown,Vol.3
- 2020 – Songs For the Lockdown,Vol.4
- 2020 – Songs For the Lockdown,Vol.5
- 2020 – Songs For the Lockdown,Vol.6
- 2020 – Songs For the Lockdown,Vol.7
- 2020 – Songs For the Lockdown,Vol.8
- 2020 – Songs For the Lockdown,Vol.9
- 2020 – Songs For the Lockdown,Vol.10
- 2020 – Songs For the Season

EP
- 2019 – Dream House (con Mr.Skip)

Singoli
- 2017 – Screw Up (con Zshakira)
- 2018 – Wave
- 2018 – Wussup
- 2018 – Denial